# Khung kèo thép
Khung kèo thép là một kỹ thuật xây dựng với khung sườn bằng thép với các kết cấu vuông góc. Khung kèo thép được sử dụng trong các công trình xây dựng nhà thép, hỗ trợ cho nền, mái, vách… Sự phát triển của kỹ thuật xây dựng khung kèo thép trong xây dựng đã giúp cho việc ra đời của những khu nhà cao tầng chọc trời tại các thành phố lớn như ngày nay.

## Lợi ích của khung kèo thép
Thép là một trong những nguồn nguyên liệu công nghiệp có giá trị lớn nhất
- Tiết kiệm: Giá thành tuy có khá đắt hơn so với các loại vật liệu xây dựng khác như gỗ, bê tông nhưng có tuổi thọ lâu dài và không phải tốn phí kèm nguyên liệu phụ nên khung kèo thép mang tính kinh tế cao.
- An toàn và kiên cố: kết cấu thép được gắn kết nhau một cách an toàn và kiên cố chi tiết đến từng mối hàn
- Bền nhẹ: Tính bền nhẹ cao hơn Gỗ và bê tông cốt thép gấp nhiều lần
- Tính thích ứng cao: thép luôn bền vững chất lượng bất chấp điều kiện nhiệt độ và thời tiết của môi trường. Không dễ bị sâu bọ phá hoại như chất liệu gỗ hay dễ nứt nẻ như bê tông cốt thép.
- Bảo trì: Chi phí bảo trì thép thấp nên đối với những công trình nhà thép, nhà xây dựng luôn hứa hẹn cho khách hàng của mình chế độ bảo trì lâu dài và miễn phí.
- Giá trị: Công trình khung kèo thép luôn có giá trị sử dụng lâu dài so với nguyên liệu khác như gỗ hoặc bê tông cốt thép, đặc biệt có thể tái sử dụng.
- Luôn luôn đảm bảo vệ sinh an toàn và thân thiện với môi trường

Lợi ích của khung kèo thép trong Kỹ thuật xây dựng nhà xưởng, nhà máy, nhà cao tầng,… là một bước tiến mới cũng như niềm tự hào của các nhà thầu xây dựng.

## Cân nhắc trong việc chọn lựa khung kèo thép
- Đối tượng thích hợp cho việc sử dụng khung kèo thép: Mọi công trình xây dựng quy mô lớn như nhà xưởng, nhà máy, nhà cao tầng… đòi hỏi tính bền vững và kiên cố cao.
- Khung kèo cần được bảo vệ tránh khỏi tác động của nhiệt độ cao do tính nóng chảy dẫn đến nguy cơ sụp lở công trình xây dựng. Một trong những biện pháp là bọc cột thép với những kết cấu chống lửa như công trình nề, bê tông, tấm vữa.
- "Làn da" bên ngoài của công trình xây dựng được gắn chặt với khung kèo thép bằng việc sử dụng những kỹ thuật xây dựng và nhiều loại hình mỹ thuật kiến trúc. Gạch, đá, bê tông, kính xây dựng, kim loại tấm và sơn bảo vệ được sử dụng để bao phủ khung kèo, bảo vệ thép khỏi tác động của môi trường xung quanh.

## Các loại khung kèo nhà ở
- Cấu trúc lắp ráp rời(Stick-built construction): Cách bố trí và bộ phận lắp ráp của khung kèo thép này giống với nhà gỗ, ngoại trừ các bộ phận được bắt ốc vít thay vì đóng đinh với nhau. Việc thay thế khung gỗ bằng thép, đòi hỏi lao động có chuyên môn cao để gia công nguyên vật liệu. Điều này dẫn đến chi phí nhân công cao hơn.
- Cấu trúc ván, pa-nô (Panelized system): Thành phần vách, sàn, mái là những thành phần được gia công sẵn.Pa-nô có thể được gia công tại cửa hàng hoặc khu chuyên môn hóa. Loại khung kèo thép sử dụng cấu trúc pa-nô này chỉ mất khoảng ¼ thời gian so với cấu trúc xây dựng lắp ráp riêng lẻ ở trên. Đây là loại khung kèo mang tính hiệu
- Cấu trúc nhà tiền chế (Pre-engineer system): tận dụng tối đa đặc tính của kết cấu thép. Cho phép nhà thầu có thể uốn nắn và tạo hình nhà thép một cách linh hoạt.